# روث كارتر ستابلتون
روث كارتر ستابلتون (اسمها عند الولادة كارتر؛ 7 أغسطس 1929 - 26 سبتمبر 1983) كانت مبشرة مسيحية أمريكية. وهي الشقيقة الصغرى لرئيس الولايات المتحدة جيمي كارتر وأفضل صديقة جيمي كارتر.

## الحياة المبكرة والعائلة
ولدت روث كارتر ستابلتون في 7 أغسطس 1929 في بلينز، جورجيا، وهي الثالثة من بين أربعة أطفال في عائلة جيمس إيرل كارتر الأب وليليان جوردي كارتر.
إلى جانب الرئيس السابق، كان لدى ستابلتون أخت أكبر، جلوريا (1926-1990)، وأخ أصغر، بيلي (1937-1988). لقد مات الثلاثة بسبب سرطان البنكرياس، كما مات والدهم.

## التعليم والمهنة والأسرة
التحقت ستابلتون بكلية ولاية جورجيا للنساء، وحصلت على درجة البكالوريوس في اللغة الإنجليزية من جامعة ميثوديست، ودرجة الماجستير في علم النفس من جامعة نورث كارولينا في تشابل هيل.
تزوجت ستابلتون من روبرت ثوم ستابلتون (1925–2014)، وهو طبيب بيطري، في عام 1948، وأنجبا أربعة أطفال: غلوريا لين (مواليد 31 مايو 1950)، سيدني سكوت (23 ديسمبر 1951 – 13 ديسمبر 2019)، باتريشيا غوردي (مواليد 29 مايو 1954)، وروبرت مايكل (مواليد 5 نوفمبر 1958). عانت ستابلتون من اكتئاب مزمن، ونجت من حادث سيارة كاد أن يودي بحياتها خلال الفترة التي أعقبت ولادة أطفالها مباشرة. وذكرت لاحقًا أنها شُفيت من الاكتئاب في "مخيم يتمحور حول المسيح".
في عام 1977، أصبحت صديقة لمنتج الأفلام الإباحية لاري فلينت وتمكنت من تحويله لفترة وجيزة إلى المسيحية. تم تجسيد دورها خلال هذا الجزء من حياة فلينت من قبل دونا هانوفر في فيلم الشعب ضد لاري فلينت.
كانت ستابلتون معروفة أيضًا بمشاركتها في خدمة الشفاء بالإيمان، لا سيما في مجال شفاء الذكريات. تعكس كتبها The Gift of Inner Healing (هدية الشفاء الداخلي)، The Experience of Inner Healing (تجربة الشفاء الداخلي)، وIn His Footsteps: The Healing Ministry of Jesus, Then and Now (في خطواته: خدمة الشفاء التي قام بها يسوع في الماضي والحاضر) معتقداتها حول الشفاء الداخلي. تضمنت هذه الممارسات مراجعة الذكريات الشخصية واستحضار صورة يسوع في تلك الذكريات للمساعدة في تقديم المغفرة أو الحصول على الراحة حسب الحاجة من خلال تدخل يسوع.

## الموت
توفيت ستابلتون بسرطان البنكرياس في 26 سبتمبر 1983، عن عمر يناهز 54 عامًا بعد شهر من وفاتها، توفيت والدتها بسرطان الثدي عن عمر يناهز 85 عامًا.

## فهرس
- Stapleton، Ruth Carter (1968). Power Through Release. Macalester Park Pub. Co.
- Stapleton، Ruth Carter (1973). In His Footsteps. Harper & Row. ISBN:0-06-067516-0.
- Stapleton، Ruth Carter (1976). The Gift of Inner Healing. Word Books. ISBN:0-8499-0082-4.
- Stapleton، Ruth Carter (1978). Brother Billy. Harper & Row. ISBN:0-06-014063-1.
- Stapleton، Ruth Carter (1979). The Experience of Inner Healing. Bantam Books. ISBN:978-0-553-12047-9.
- Stapleton، Ruth Carter (1979). In His Footsteps : The Healing Ministry of Jesus, Then and Now. Harper and Row. ISBN:978-0-06-067516-5.

## روابط خارجية
- موسوعة جورجيا